# Макеев, Василий Степанович
Василий Степанович Макеев (род. 29 марта 1948, Клейменовский, Сталинградская область) — русский советский писатель, прозаик и поэт. Член Союза писателей СССР с 1971 года. Заслуженный работник культуры Российской Федерации (2007). Почётный гражданин Волгоградской области (2007). Лауреат Большой литературной премии России (2008).

## Биография
Родился 29 марта 1948 года в хуторе Клейменовском Новоаннинского района Сталинградской области.
С 1966 по 1971 год обучался в Литературном институте имени А. М. Горького. С 1971 по 1972 год работал в областной газете «Молодой ленинец». С 1972 по 1980 год работал в Нижне-Волжском книжном издательстве в должности редактора. С 1980 года работал в должности директора Волгоградского Дома литераторов имени Михаила Луконина и руководитель литературной студии Волгоградской областной писательской организации Союза писателей РСФСР.
Член Союза писателей СССР с 1971 года. С 1962 года начал заниматься литературным творчеством по написанию поэтических произведений. В 1966 году из под пера Макеева вышла в свет дебютная книга «Небо на плечах», в напутственном слове в предисловии писатель М. К. Луконин написал: «…Макеев принадлежит поэзии, а поэзия принадлежит ему. Природное чувство слова, эмоциональность, душевная щедрость, чуткость, красочность, острое поэтическое зрение — его сила». В 1971 году за поэтический сборник «Околица» Макеев был принят в Союз писателей СССР. В последующем вышли сборники «Поклон» (1974), «Пора медосбора» (1978), «Сенозорник» (1979), «Под казачьим солнышком» (1983), «Чистые четверги» (1976), «В какие наши лета» (1999), «Казачья серьга» (2006). В 2007 году вышел трёхтомник «Избранное», за который он был удостоен Большой литературной премии России.
Основные произведения Макеева публиковались в литературных журналах «Наш современник», «Нива», «Москва», «Волга», «Юность» и «Дон». В 2007 году «за выдающиеся достижения в культуре» был удостоен почётного звания Заслуженный работник культуры Российской Федерации.

## Награды
- Заслуженный работник культуры Российской Федерации(2007[5])
- Почётный гражданин Волгоградской области (15 ноября 2007 г. № 13/869[6])

### Литературные премии
- Большая литературная премия России (2008 — «за трехтомник „Избранное“ (стихи, проза, публицистика)»[3])
- Всероссийская литературная премия имени М. Луконина (2001)
- Всероссийская литературная премия «Сталинград» (1999[7])
- Всероссийская литературная премия имени В. Тредиаковского (1998)
- Лауреат Премии Волгоградского комсомола (1975)
- Лауреат Всесоюзного телевизионного конкурса поэтов (1966)